# Geoffrey Scoones
Pour l’article homonyme, voir George Scoones.
Geoffrey Scoones, né le 25 janvier 1893 à Karachi et mort le 19 septembre 1975 à Cambridge, est un général et diplomate britannique.

## Biographie
Il devient second lieutenant dans l'armée indienne le 20 janvier 1912 et est promu lieutenant le 8 mars 1913. Il sert durant la Première Guerre mondiale dans la Division de Meerut, puis dans le 2e corps d'armée en France entre le 8 septembre 1915 et le 10 juillet 1917. Il est promu capitaine le 20 janvier 1916 et devient major en Inde le 27 octobre 1917.
Il sert en Afghanistan en 1919 puis étudie au collège de l'état-major à Quetta de 1922 à 1923. Il sert comme brigadier en Inde du 3 mars 1924 au 30 novembre 1926. Il est promu lieutenant-colonel le 1er janvier 1933. Il rejoint le Collège de la défense impériale du 14 février 1935 au 23 avril 1938. Il est nommé officier de l'Ordre de l'Empire britannique pour son travail à Quetta en 1935.
Il sert durant la Seconde Guerre mondiale comme officier général de l'état-major de la Direction des opérations et du renseignement militaire. Le 17 mai 1940, il est nommé directeur adjoint des opérations militaires en Inde. L'année suivante, il devient directeur des opérations militaires et du renseignement en Inde avec le grade de major-général.
En 1942, il commande la 19e division d'infanterie indienne avant d'être promu lieutenant-général et nommé pour commander le IVe Corps, une partie de la quatorzième armée de William Slim. Ce Corps a défendu Imphal à Manipur, à la frontière entre l'Inde et la Birmanie détenue par les Japonais. Il s'agissait également d'une grande zone arrière et d'une très grande étendue de frontières recouvertes de jungle. Il est nommé compagnon de l'Ordre de l'Étoile de l'Inde en 1942. Il commande le corps durant la bataille d'Imphal.
En 1947, il devient secrétaire militaire du bureau de l'Inde et chef d'état-major au bureau des relations du Commonwealth. Entre 1947 et 1949, il est également aide-de-camp du roi George VI. De 1953 à 1957, il occupe la fonction de haut-commissaire en Nouvelle-Zélande.